# Meteor muskający atmosferę

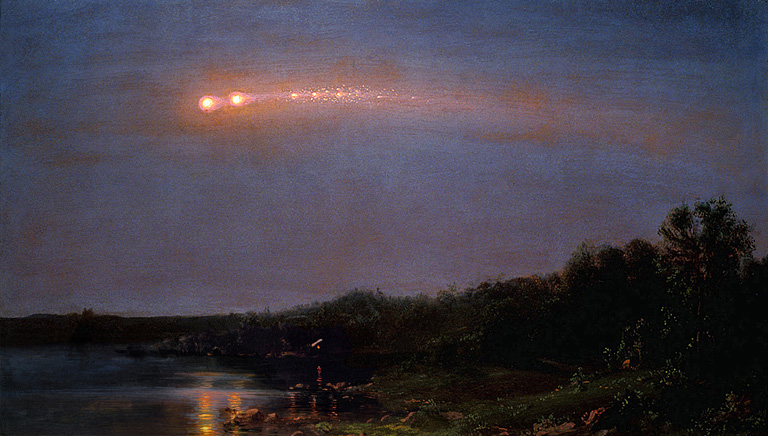
Obraz Meteor roku 1860 Frederica Churcha przedstawiający meteor muskający atmosferę

Meteor muskający atmosferę – niezwykle rzadkie zjawisko występujące, gdy meteor przelatuje przez ziemską atmosferę, lecz nie spala się w niej ani nie ulega rozpadowi na mniejsze części. Meteoroid taki opuszcza atmosferę, udając się z powrotem w przestrzeń kosmiczną. Do znanych wypadków tego typu należą:
- Meteor z 18 sierpnia 1783 roku
- Meteor z 20 lipca 1860 roku
- Meteor z 9 lutego 1913 roku
- Meteor z 10 sierpnia 1972 roku
- Meteor z 13 października 1990 roku